# Критика эволюционизма

Карикатура 1872 года, предлагающая быка в качестве промежуточного звена происхождения человека от свиньи: «Происхождение видов путём естественного отбора. Чарльзу Дарвину от Чарльза Беннетта»

Критика эволюционизма появилась сразу после того, как в начале девятнадцатого века появились идеи эволюционизма. Эти идеи заключались в том, что развитие общества и природы управляется естественными законами, которые стали известны образованной публике по книге Джорджа Комбе The Constitution of Man (1828) и анонимной Vestiges of the Natural History of Creation (1844). После того, как Чарльз Дарвин опубликовал Происхождение видов, большая часть научного сообщества убедилась в том, что эволюция — гипотеза, основанная на опытных данных. В 30-х и 40-x годах прошлого века учёные разработали синтетическую теорию эволюции (СТЭ), которая объединила идею дарвиновского естественного отбора с законами наследственности и данными популяционной генетики. С этого времени существование эволюционных процессов и способность современных эволюционных теорий объяснить, почему и как протекают эти процессы, поддерживается подавляющим большинством биологов.
После появления СТЭ почти вся критика эволюционизма осуществляется религиозными деятелями, а не учёными.
Однако многие верующие, которые верят в то, что Бог (боги) является творцом мира, не считают эволюционизм угрозой своим убеждениям, принимая эту теорию и процесс как допустимые. Среди этих теистических эволюционистов есть теологи, которые утверждают, что они смогли увидеть в эволюции божественный замысел. Часть западных христиан отвергла эволюционизм как «ересь», однако большинство предприняло попытку примирить концепцию эволюционизма с библейской версией творения.
В противоположность ранним аргументам против эволюции, которые были либо полностью научными, либо полностью религиозными, некоторые современные аргументы иногда смешивают оба типа. В частности, американские движения «научный креационизм» и «разумный замысел» подвергают сомнению эмпирическую основу науки и утверждают, что существует большее число доказательств создания всего живого неким разумным существом или сотворения мира согласно описанию в Библии. Многие аргументы против эволюции относятся к аргументам против доказательств эволюции, а также методологии, нравственности и научной приемлемости эволюционной биологии. Однако научное сообщество не признает валидности этих аргументов, ссылаясь на то, что критики неправильно интерпретируют концепцию научной теории.

## Определение эволюции

Карикатура 1887 года: «Независимое происхождение полов из шерстепроизводящих животных — научное обоснование развития шерстяной промышленности в Англии»

Один из основных источников неразберихи и неоднозначности в дебатах между креационистами и сторонниками эволюции — само определение эволюции. В биологии под термином «эволюция» понимаются генетические изменения в популяциях организмов в течение поколений. Тем не менее, слово имеет множество иных значений в других областях, от социокультурной эволюции до химической эволюции, эволюции звёзд и галактик. Этот термин может даже означать эволюцию (в смысле развития) метафизики, эволюцию духа и т. д. Когда биологическая эволюция приравнивается к процессам развития вообще, это может вызвать подмену одного понятия другим.

### Возникновение жизни
Противники теории эволюции часто затрагивают в своей критике вопрос возникновения жизни (абиогенеза). Вопреки утверждениям креационистов, такая критика не имеет прямого отношения к теории эволюции, так как теория эволюции изучает происхождение одних форм жизни из других, а не возникновение живого из неживого.
Креационисты утверждают, что процесс возникновения жизни не только не изучен, но и невозможен. При этом иногда приводится некорректный аргумент о «нарушении» второго начала термодинамики.
Также креационисты иногда рассматривают только сценарий абиогенеза, в котором клетки, ДНК или другие сложные структуры возникают спонтанно и сразу в современном виде, в результате хаотического перемешивания атомов. Рассмотрев единственный сценарий абсолютно случайного возникновения жизни, который современная наука не воспринимает всерьез, креационисты делают вывод о невозможности абиогенеза.
Также у антиэволюционистов можно встретить утверждение, что условия на древней Земле исключали возможность абиогенеза. В частности, отрицаются общепризнанные факты из истории образования земной атмосферы, такие как отсутствие в ранней атмосфере кислорода и её восстановительный характер.

## Принятие наукой
Первая группа возражений сводится к степени принятия эволюции в научной среде.

### Статус как «теории»
Критики эволюции часто утверждают, что эволюция это — «только теория», заявляя, что научные теории никогда не являются абсолютными, либо характеризуют эволюцию как мнение, а не как факт или очевидность. Подобная трактовка отражает непонимание значения слова «теория» в научном контексте. Если в разговорной речи «теория» — это догадка или предположение, то в науке «теория» — объяснение, прогноз, который был доказан экспериментально, либо другим способом. Эволюционная теория объясняет разнообразие видов и их происхождение, и соответствует самым высоким стандартам научных доказательств. Нынешний этап развития эволюционной теории — современный синтез естественного отбора (по Дарвину) и генетики (по Менделю) — синтетическая теория эволюции (СТЭ). Как и любая научная теория, СТЭ постоянно обсуждается, проверяется и совершенствуется учёными, но при этом научным фактом является то, что эволюционная теория — единственная модель, которая объясняет известные факты развития видов и даёт единую картину.
Критики также утверждают, что эволюция — не факт. В науке фактом считаются проверяемые эмпирические данные. Однако, в разговорном языке под фактом понимается что-либо имеющее исчерпывающие подтверждения. Например утверждения, такие как «Земля обращается вокруг Солнца» и «объекты падают вследствие действия гравитации» расцениваются как факты, несмотря на то, что это лишь теоретическое описание. Поэтому, с научной точки зрения эволюция может называться фактом по той же причине, что и гравитация: исходя из научного определения, эволюция — наблюдаемый процесс генетического изменения популяции организмов во времени. Исходя из разговорного определения, эволюция так же может быть названа фактом, согласно хорошо установленным научным данным об этом процессе. Поэтому эволюция (как и гравитация) в научной среде считается одновременно и фактом, и теорией.
Сходные заблуждения заключены и в возражении, что поскольку в естественных науках нет абсолютно доказанных фактов, а есть лишь теории имеющие эмпирические подтверждения, то и процесс эволюции — лишь теория. Такое различие занимает важное место в философии науки, оно указывает на отсутствие абсолютной конкретики во всех естественнонаучных утверждениях, а не только относящихся к эволюции. Строгое доказательство возможно лишь в формальных науках, таких как логика и математика, но не в естественных науках, для которых больше подходят термины «подтверждение» или «проверка». Таким образом, сказать, что эволюция не доказана строго — можно, но это столь же некорректное обвинение, как и то, что «эволюция — всего лишь теория». Если же под доказательством понимать, как и в разговорном языке, исчерпывающие подтверждения, то эволюция в научной среде является доказанной.

### Степень принятия
С 1999 года новый тип возражений появился в Канзасе. Если раньше креационисты требовали отменить обучение теории эволюции вообще, то теперь они говорят, что так как теория эволюции спорна, то ученикам следует преподавать и альтернативные точки зрения. Это предложение поддержал президент США Джордж Буш.
Эти утверждения стали основой кампании «Teach the Controversy», начало которой дала общественная организация «Discovery Institute». Целью данной кампании стало проведение учения о «разумном замысле» в общеобразовательные школы.
Научное сообщество и судебные органы США отклонили эти аргументы, поскольку наука основывается не на том, что считает большинство, а на фактах. Согласие учёных-биологов, а не популярность мнений в обществе, определяет то, что признают приемлемым для науки. И хотя об эволюции спорят в обществе, теория не оспаривается среди экспертов в биологии.
В ответ креационисты оспорили уровень научной поддержки теории эволюции. «Discovery Institute» с 2001 до 2010 года собрал около 700 подписей учёных под тезисом «Научное несогласие с Дарвинизмом», чтобы показать, что есть много учёных, которые несогласны с так называемой «дарвиновской эволюцией». С другой стороны, этот тезис не выражает прямое недоверие эволюции, а лишь говорит: «Мы скептически относимся к заявлениям о возможности случайных изменений и естественного отбора нести ответственность за сложность жизни. Внимательное изучение доказательств теории Дарвина должно поощряться». Эта резолюция привела к проведению нескольких кампаний, целью которых стало показать уровень поддержки эволюции в научной среде, в их числе «Научная поддержка Дарвинизма», которая собрала более чем 7 000 подписей за четыре дня, и «Проект Стивов», полушутливая резолюция, которая собрала 1406 подписей (на 23 ноября 2016) в поддержку эволюции учёными, при этом подписи ставят только те учёные, которых зовут «Стив» или другим аналогичным именем.
Креационисты утверждают, что спустя сто лет «теория в кризисе» и будет скоро отменена из-за возражений, недостатка надёжных признаков или нарушения физических законов. Этот довод отклоняется наукой, потому что «теория разумного замысла» или другие креационистские концепции должны соответствовать научным стандартам, чтобы их можно было рассматривать как альтернативу теории эволюции. Даже если бы доказательства против эволюции существовали, это не означало бы что концепция «разумного замысла» верна.
Некоторые возражения сводятся к тому, что изначально теория была не принята некоторыми учёными. Нередко в рядах противников оказываются Исаак Ньютон, Карл Линней, Блез Паскаль и другие великие учёные, умершие задолго до рождения Дарвина. Так же некоторые ссылаются на городскую легенду, согласно которой Дарвин «отрёкся» от своей теории на смертном ложе. Но даже если это было бы правдой, то всё равно не играло бы никакой роли, так как наука опирается не на авторитет отдельных учёных, а на соответствие фактам и прогнозируемость выводов.

## Научный статус

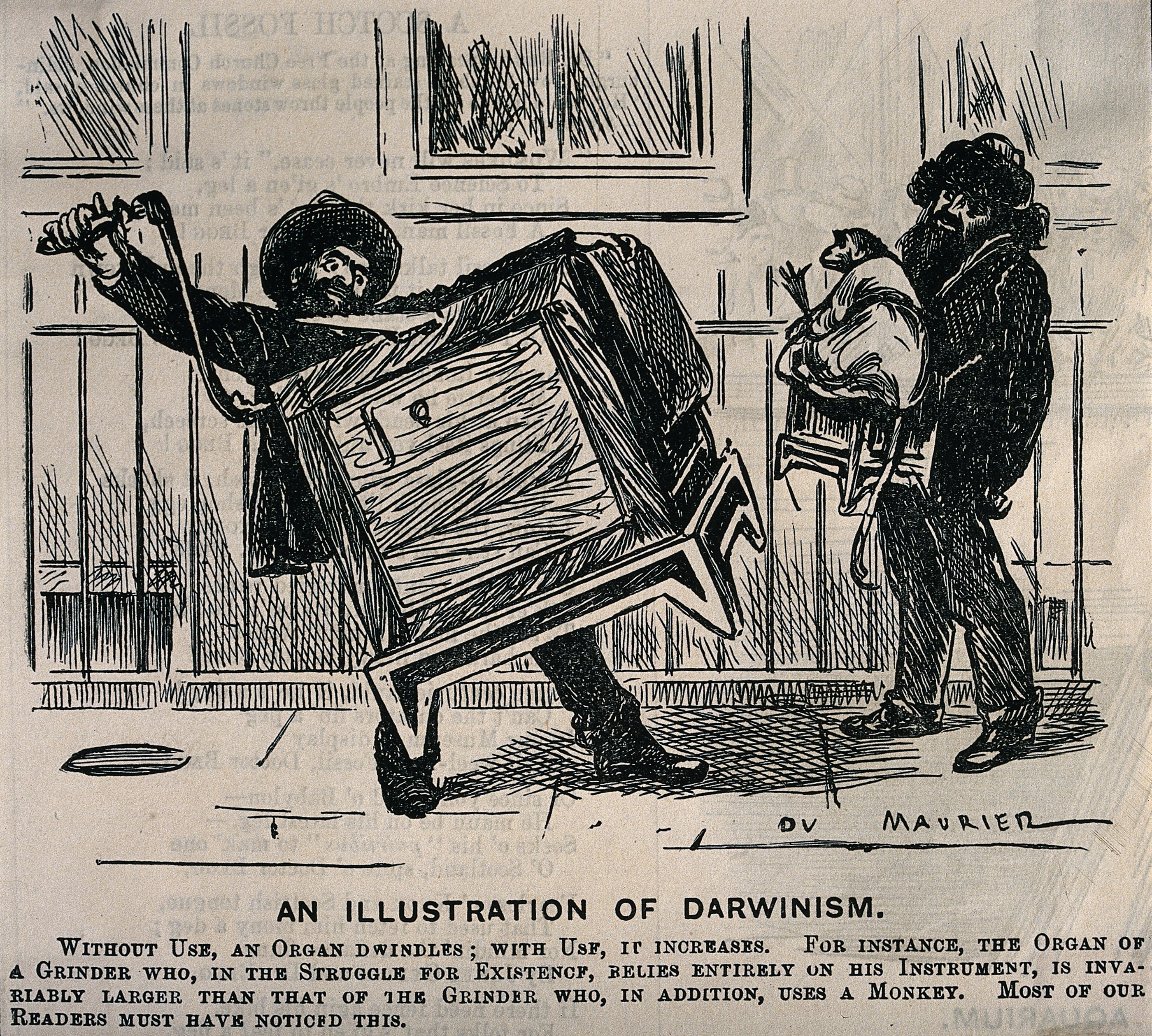
«Иллюстрация дарвинизма»

Вторая группа возражений сводится к тому, что эволюционное учение, по мнению критиков, не соответствует основным научным стандартам. Методы эволюционной науки объявляются не проверяемыми, факты — недостоверными, спекулятивными.

### Религиозная сущность
Часть доводов против эволюции сводится к тому, что «эволюция — религия, а не наука». Цель подобных доводов доказать, что выбор состоит между двумя религиозными учениями — эволюцией и креационизмом, или даже представить эволюцию как верование, а концепцию «разумного замысла» — как науку. Используются подчеркивающие ярлыки: «эволюционисты», «дарвинисты».
Проводя параллели между эволюцией и креационизмом, креационисты заявляют, что эволюция требует веры, у эволюционной теории есть «уважаемый пророк» — Дарвин, а сторонники эволюции категорично отклоняют доказательства, выходящие за рамки их теории.
Ответные возражения таковы: никакие утверждения в науке не считаются «священными», многие постулаты изначальной теории Дарвина были изменены в неодарвинизме и продолжают изменяться или опровергаться в современной синтетической теории эволюции. Ненаблюдаемость эволюционного процесса не является фактом, кроме того эволюция имеет множество других доказательств и не требует веры.
Утверждение о религиозной сущности эволюции неправильны, потому что религия характеризуется не догматической или горячей убежденностью последователей, а верой в незримое, духовное, сверхъестественное. Приверженность эволюции не основывается на догматах или вере.
Подобным образом креационисты возражают против эволюции говоря, что она атеистическая, или что эволюция — часть «религии атеизма». Иногда даже науку в целом пытаются представить как «науку атеистической религии».
Суд США также отверг эти доводы: 

Даже если в рамках дискуссии предположить, что эволюция — это религия или религиозный догмат, то стоило бы прекратить преподавание эволюции, а не вводить в противоположность ей другую религию. Однако, прецедентным правом, и, возможно, также здравым смыслом, было ясно показано, что эволюция не является религией, и её преподавание не нарушает конституционного запрета на установление государственной религии.Оригинальный текст (англ.)Assuming for the purposes of argument, however, that evolution is a religion or religious tenet, the remedy is to stop the teaching of evolution, not establish another religion in opposition to it. Yet it is clearly established in the case law, and perhaps also in common sense, that evolution is not a religion and that teaching evolution does not violate the Establishment Clause— McLean v Arkansas Board of Education, 529 F.Supp. 1255 (US District Court 1982).

### Нефальсифицируемость

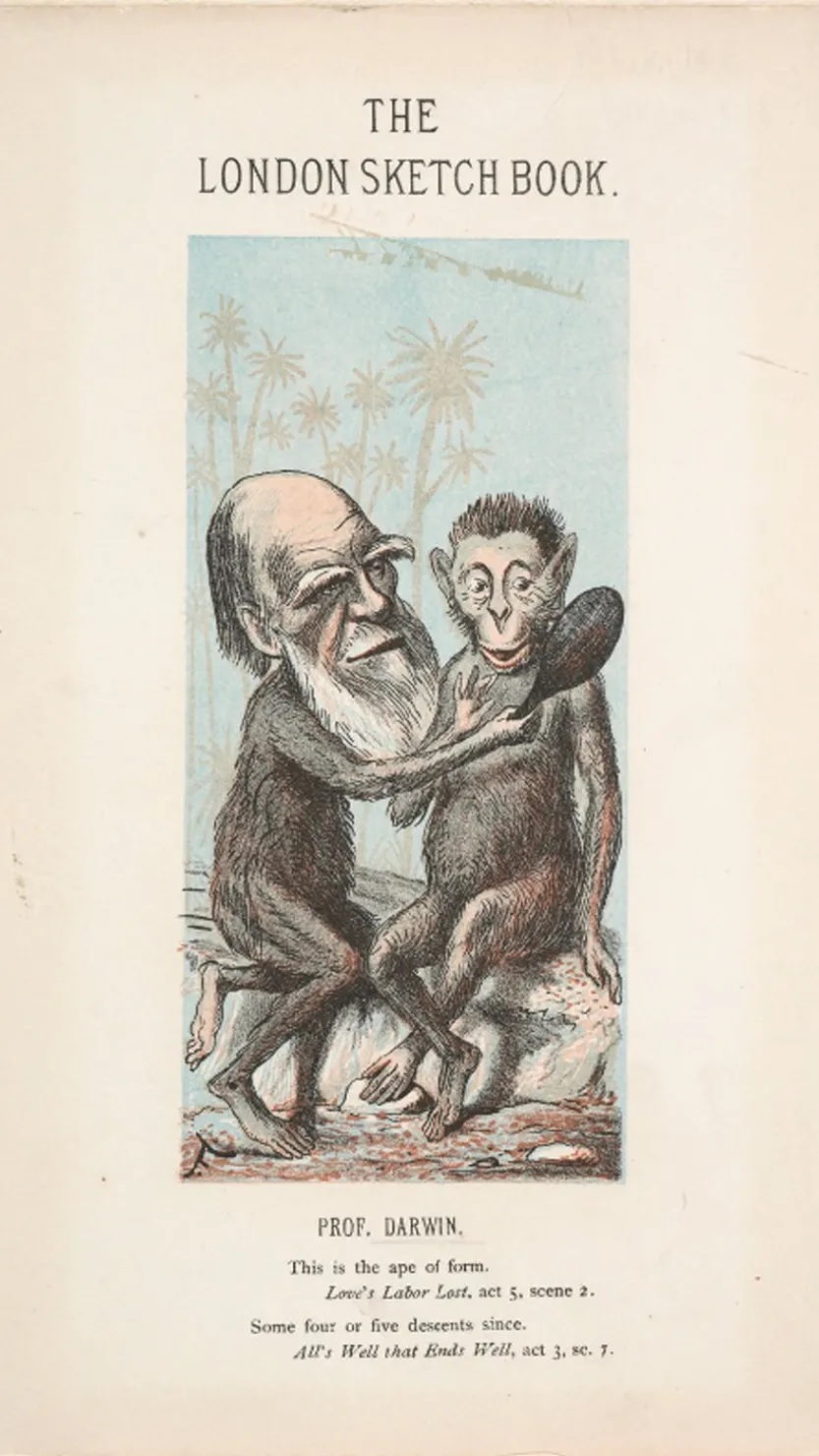
Дарвин и мартышка, карикатура 1874 года

Теория удовлетворяет критерию фальсифицируемости в том случае, если существует методологическая возможность её опровержения путём постановки того или иного критического эксперимента. Нефальсифицируемые утверждения не могут быть научными, так как наука не обладает методологией их проверки. Креационисты — например, Генри М. Морис — заявляют, что любые наблюдения (эксперименты) можно вписать в рамки эволюции, и как следствие — невозможно продемонстрировать, что эволюция ошибочна. Следовательно, по их мнению, эволюция ненаучна.
Тем не менее, эволюция признана научным сообществом фальсифицируемым учением, поскольку с её помощью можно делать прогнозы, которые, если они не подтверждаются фактами, фальсифицируют эволюцию. Некоторые виды доказательств, например, палеонтологическая летопись, показывают, что множество видов сохраняло стабильность в течение длительного времени, не подтверждая постепенного накапливания мутаций, другие изменяются с высокой скоростью или спонтанно. Некоторые идеи Дарвина были фальсифицированы (или опровергнуты), фактам дана иная интерпретация в ходе развития эволюционной науки, в то же время центральные идеи подтвердились. С другой стороны, креационизм однозначно нефальсифицируем, так как любой результат любого эксперимента может быть объявлен дополнительным воздействием «высшей силы».
Дарвин сам привел пример фальсифицируемости его теории, написав в 6 главе «Происхождения видов»:

Если бы возможно было показать, что существует сложный орган, который не мог образоваться путём многочисленных последовательных слабых модификаций, моя теория потерпела бы полное крушение.
Также было приведено множество других способов фальсификации эволюции, например, «Кролик в докембрии», предложенные Холдейном. Тот факт, что люди имеют на одну пару хромосом меньше, чем человекообразные обезьяны, предполагает проверяемую гипотезу о слиянии или расщеплении хромосом у общего предка. Гипотеза слияния была подтверждена в 2005 году, когда открыли, что вторая хромосома человека соответствует слиянию двух хромосом, которые остались разделенными у других приматов.

## Доказательства эволюции
Возражения по доказательствам эволюции, зачастую более конкретные и определённые, прямо анализируют методы и выводы эволюционной биологии.

### Существование проблематики доказательств в науке
Существование проблематики доказательств является известным фактом в науке.
Это связано как с тем, что четкие доказательства возможны только в точных науках, так и с тем, что факты могут интерпретироваться различным образом в рамках той или иной теории. «Истинной» признается теория, которая наиболее полно охватывает существующие факты, до тех пор пока другая теория не охватит большее количество фактов. Следует заметить, что в таком случае старая теория не перестает существовать, а становится частью новой. Так некоторые нерешённые в рамках теории Дарвина вопросы были объяснены в неодарвинизме, а нерешаемые в рамках дарвинизма и неодарвинизма вопросы — в рамках синтетической теории эволюции.

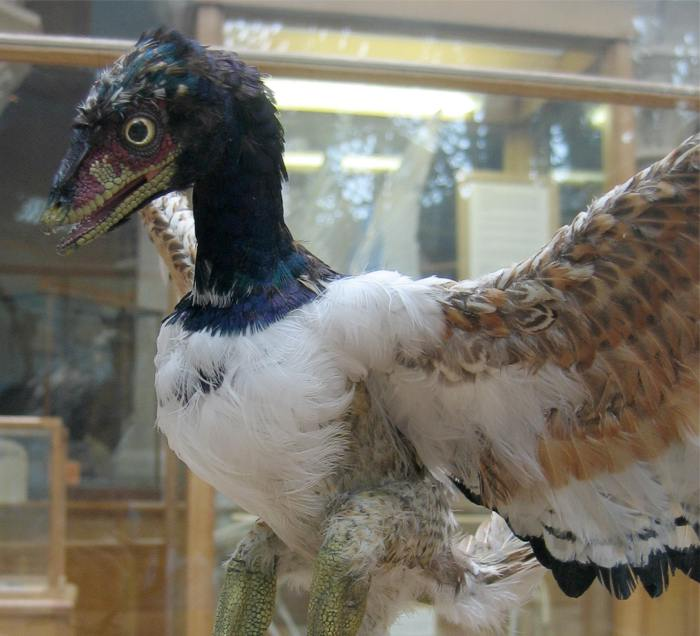
Ископаемый археоптерикс вот уже 150 лет является объектом дебатов креационистов и эволюционистов

### Невозможность наблюдения
Одно из наиболее частых заявлений креационистов — ненаблюдаемость процесса эволюции. Проблематика таких возражений в неточном определении понятия «эволюция» (см. выше). Однако, если брать за основу биологическое определение, то эволюцию можно наблюдать. Были обнаружены эволюционные процессы в виде генетических изменений от изначального состава популяции из поколения к поколению — в различных научных экспериментах, в том числе развитие модельных организмов (дрозофил, мышей, бактерий) в лаборатории, и тиляпии в её среде обитания. Такие исследования по экспериментальной эволюции, особенно те, где используются микроорганизмы, в настоящее время дают много информации для понимания эволюционных процессов.
В ответ креационисты обычно говорят, что такие процессы показывают лишь микроэволюцию, но не могут продемонстрировать макроэволюцию. Существование микроэволюции креационистами не отрицается, и её легко подтвердить на примере разнообразия пород собак. Но если обратиться к биологическому определению макроэволюции, то микроэволюция и макроэволюция могут наблюдаться. Например, видообразование непосредственно наблюдалось много раз, несмотря на популярное заблуждение в обратном. Кроме того, современная СТЭ не делает никакого различия между макроэволюцией и микроэволюцией, считая одну продолжением другой, только в большем масштабе. Примером этого являются кольцевые виды.

### Нестабильность доказательств

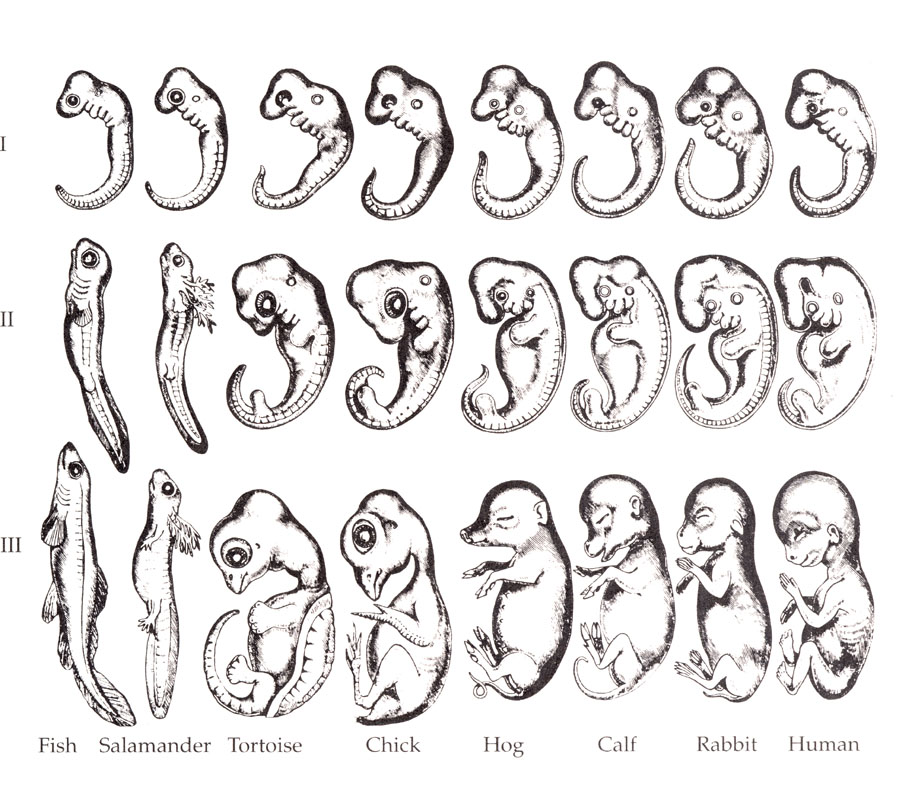
Рисунок, содержащий ошибки, из книги Георга Роменса (1892) часто приписывают самому Геккелю

Связанный тип возражений состоит в том, что эволюционная биология, по утверждению критиков, опирается на неполные доказательства, и, следовательно, не имеет серьёзной фактологической базы. Обычно критиками утверждается, что для подтверждения эволюции используется множество мошеннических и сфабрикованных доказательств. Также заявляется, что некоторые доказательства впоследствии были отклонены или поставлены под сомнение.
Подобным образом антиэволюционные аргументы анализируют развитие эволюционной мысли и историю науки в целом. Креационисты отмечают, что в прошлом научные революции опровергли теории, которые до этого считались незыблемыми. Таким образом, утверждается, что текущая теория эволюции будет отброшена такой революцией, поскольку «теория в кризисе» по тем или иным причинам.
Критики эволюции обращают внимание на явные мистификации в прошлом, такие, как пилтдаунский человек. На основании этого утверждается, что раз учёных удалось обмануть в прошлом, то и современные доказательства эволюции могут быть мошенническими или ошибочными. Большинство эволюционных доказательств были названы мошенническими в разные годы. Среди них археоптерикс, меланизм березовой пяденицы и дарвиновы вьюрки. Впоследствии все подобные обвинения в мошенничестве были опровергнуты.

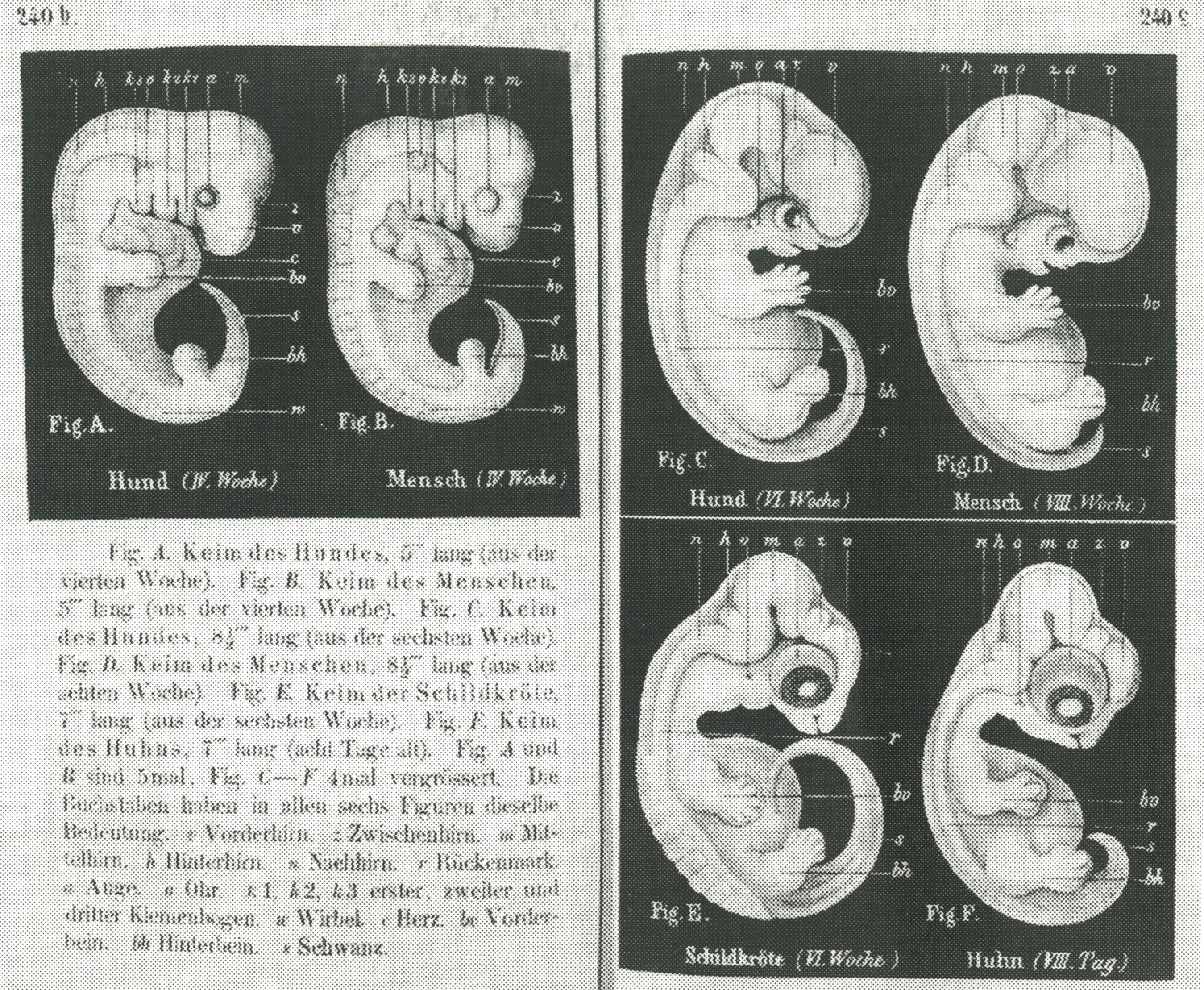
Иллюстрации зародышей собаки и человека выглядят почти идентично на 4-й неделе, и различаются на 6-й неделе. Под ними изображены 6-недельный эмбрион черепахи и 8-дневный эмбрион цыпленка. В 1869 г. Геккель представил их как доказательства эволюции. Зарисовки ранних стадий эмбрионального развития сейчас считают неточными

Также, утверждают, что некоторые доказательства эволюции, которые поддерживали её в прошлом, сейчас считаются не соответствующими фактологическим данным. Например, сравнительные рисунки эмбрионов Эрнста Геккеля, которые используются для иллюстрации биогенетического закона («онтогенез повторяет филогенез») были не только с ошибками, но и явно поддельными.
Сторонник концепции «Разумного замысла» Джонатан Уэллс критикует учебники по биологии, утверждая, что в них все ещё публикуются такие доказательства, даже после того, как они были отвергнуты. В ответ на это Национальный центр научного образования отмечает, что ни один из учебников, рассмотренных Уэллсом, не использует эти иллюстрации как доказательства, рисунки Геккеля представлены в историческом контексте с обсуждением того, почему они неправильны, а точные современные рисунки и фотографии, используемые в учебниках, представлены Уэллсом в ложном свете.
Ещё один популярный пример мнимой ошибки эволюционистов — рудиментарные органы. Креационисты считают, что рудиментарные органы — это органы, которые, по их мнению, не выполняют у животного никакой функции. Поэтому когда учёные доказывают полезность очередного рудиментарного органа, это преподносится как ошибка теории эволюции. На самом же деле рудиментарные органы — структуры, редуцированные и обладающие меньшими возможностями по сравнению с соответствующими структурами в других организмах. Хотя многие рудиментарные органы совершенно не функциональны, отсутствие функций не является необходимым условием для рудиментарности. Так, Дарвин в качестве примера рудиментарного органа приводил крыло страуса, непригодное для полета, но не бесполезное.

### Ненадёжные или несовместимые доказательства
Креационисты утверждают, что определённые виды доказательств не дают достоверной информации о прошлом. Например, ими утверждается, что радиоизотопные методы датирования, базирующиеся на постоянстве периодов полураспада некоторых изотопов, могут быть неточными и давать ненадёжные результаты. Особенно часто подвергается критике радиоуглеродный анализ, основанный на сравнении содержания в исследуемых материалах стабильных изотопов углерода с количеством радиоактивного изотопа 14С.
Утверждается, что датировка радиоизотопным методом зависит от ряда необоснованных предположений, таких как принцип униформизма, постоянная скорость распада изотопов и постоянная скорость образования углерода-14 в атмосфере. Эти аргументы опровергаются учёными, так как независимые методики подтвердили точность радиоизотопного метода, а некоторые из этих положений были уточнены при развитии метода. Кроме того, помимо изотопов углерода существует целый ряд других изотопных элементов, которые уточняют и корректируют результаты анализа.
Также высказывается аргумент, что существует слишком много «белых пятен» среди ископаемых, что ископаемые используют как круговую поруку, или что некоторые ископаемые «не на месте». Современная геология объясняет происхождение ископаемых аномалий.

## Невероятность

### Концепция часовщика
Одним из возражений со стороны креационистов (в первую очередь, сторонников «разумного замысла») является предложенная в 1802 году Уильямом Пейли «концепция часовщика». Вкратце, концепция часовщика, также именуемая «доказательством замысла» (argument from design), основана на следующем примере:
Представим, что мы нашли в поле часы. Никому не придёт в голову предположение, что эти часы возникли сами по себе, в результате цепи случайных взаимодействий молекул. Очевидно, что часы возникли в результате разумного замысла, автором которого был часовщик. Вселенная намного сложнее, чем часы. Биологические системы намного сложнее, чем часы. Очевидно, утверждал Пейли, что Вселенная и, в частности, жизнь не могли бы существовать, если бы их не создал «часовщик» с неизмеримо более мощным разумом, чем создатель простых часов. Эта концепция активно используется сторонниками «разумного замысла».
Ошибочность данного аргумента креационистов заключается в неправильном представлении процесса эволюции как полностью случайного процесса. Хотя случайные процессы и играют роль в эволюции, но в целом это процесс неслучайного отбора черт, повышающих выживаемость организмов. В целом, тот факт, что результаты отбора могут казаться «специально разработанными», доказывает наличие сверхъестественного создателя не больше, чем наличие сложных природных структур (например, снежинок).

### Нередуцируемая (неупрощаемая) сложность

Жгутик бактерии часто используют как пример неупрощаемой сложности. Комплексный анализ показывает, что нет никаких препятствий для постепенной

С точки зрения креационистов существуют органы и системы, которые не могли развиться путём эволюции по причине бесполезности органа при неполном развитии. Поскольку аргументы неупрощаемой сложности для таких органов и процессов, как, например, глаз или каскад свертывания крови, были опровергнуты, представителями креационизма были найдены новые объекты для критики. Самым интересным является бактериальный жгутик — орган некоторых бактерий, служащий для перемещения. Он представляет собой единственный известный в биологии образец свободного осевого вращения. В случае жгутика креационистами было заявлено, что он не мог развиться путём эволюции, поскольку при отсутствии любой из его составляющих функционирование становится невозможно, что, по их мнению, опровергает возможность его постепенного развития. Однако учёными было показано, что отдельные бактерии обладают системой TTSS, включающей все компоненты крепления жгутика и служащей «бактериальным шприцем» — системой нападения бактерии, позволяющей впрыснуть химическое вещество в жертву. Было показано, что различия между двумя системами допускают эволюционное развитие одной системы из другой. Пример бактериального жгутика использовался в суде по делу против преподавания теории эволюции в США защитником теории разумного творения Майклом Бихи.

### Нарушение второго начала термодинамики
Другое утверждение креационистов состоит в том, что эволюция, по их мнению, нарушает второе начало термодинамики, поскольку при усложнении должна уменьшаться энтропия системы. Однако формулировка второго начала, говорящая о том, что энтропия системы с течением времени не может уменьшаться, справедлива лишь для изолированных систем, в то время как живые организмы являются неравновесными открытыми системами и обмениваются с внешней средой энергией и веществом. Точно также и Земля является открытой системой, получая энергию от Солнца и испуская её обратно в космос. Локальное уменьшение энтропии при эволюционных процессах компенсируется огромным её увеличением за счет Земли и Солнца. Физиками было показано, что биологическая эволюция полностью согласуется с законами термодинамики и, более того, что неравновесные открытые системы имеют склонность к самоорганизации.
Как отмечает математик Джейсон Розенхаус в статье «Как антиэволюционисты злоупотребляют математикой» (англ. How anti-evolutionists abuse mathematics):

Дело в том, что природные силы нередко приводят к уменьшению энтропии. Вода замерзает в лед, а оплодотворенные яйцеклетки превращаются в детей. Растения используют солнечный свет для преобразования углекислого газа и воды в сахар и кислород, но мы не привлекаем божественное вмешательство для объяснения этих процессов […] термодинамика не предлагает ничего, что ослабит нашу уверенность в дарвинизме. Оригинальный текст (англ.)The fact is that natural forces routinely lead to decreases in entropy. Water freezes into ice and fertilised eggs turn into babies. Plants use sunlight to convert carbon dioxide and water into sugar and oxygen, but [we do] not invoke divine intervention to explain the process [...] thermodynamics offers nothing to dampen our confidence in Darwinism.

## Степень признания в обществе
| Результаты опроса: «Правда ли, что современные люди произошли от животных других видов?» | Результаты опроса: «Правда ли, что современные люди произошли от животных других видов?» | Результаты опроса: «Правда ли, что современные люди произошли от животных других видов?» | Результаты опроса: «Правда ли, что современные люди произошли от животных других видов?» | Результаты опроса: «Правда ли, что современные люди произошли от животных других видов?» |
| Страна                                                                                   |                                                                                          |                                                                                          |                                                                                          | согласилось                                                                              |
| ---------------------------------------------------------------------------------------- | ---------------------------------------------------------------------------------------- | ---------------------------------------------------------------------------------------- | ---------------------------------------------------------------------------------------- | ---------------------------------------------------------------------------------------- |
| Исландия                                                                                 |                                                                                          |                                                                                          | 85 %                                                                                     |                                                                                          |
| Швеция                                                                                   |                                                                                          |                                                                                          | 82 %                                                                                     |                                                                                          |
| Великобритания                                                                           |                                                                                          |                                                                                          | 79 %                                                                                     |                                                                                          |
| Венгрия                                                                                  |                                                                                          |                                                                                          | 67 %                                                                                     |                                                                                          |
| Чехия                                                                                    |                                                                                          |                                                                                          | 66 %                                                                                     |                                                                                          |
| Швейцария                                                                                |                                                                                          |                                                                                          | 62 %                                                                                     |                                                                                          |
| Польша                                                                                   |                                                                                          |                                                                                          | 59 %                                                                                     |                                                                                          |
| Греция                                                                                   |                                                                                          |                                                                                          | 55 %                                                                                     |                                                                                          |
| Болгария                                                                                 |                                                                                          |                                                                                          | 50 %                                                                                     |                                                                                          |
| Латвия                                                                                   |                                                                                          |                                                                                          | 49 %                                                                                     |                                                                                          |
| Кипр                                                                                     |                                                                                          |                                                                                          | 46 %                                                                                     |                                                                                          |
| Турция                                                                                   |                                                                                          |                                                                                          | 27 %                                                                                     |                                                                                          |
| Eurobarometer, 2005                                                                      |                                                                                          |                                                                                          |                                                                                          |                                                                                          |

По данным опроса, проведённого в 2011 году Всероссийским центром изучения общественного мнения (ВЦИОМ), 17 % россиян не верит в то, что нынешние люди развились из ранних видов человека. По данным 2003 года Американского национального научного фонда, с тезисом «По современным представлениям, люди развились из более ранних видов животных» согласны 44 % россиян.